# 永井明 (児童文学者)
永井 明（ながい あきら、1921年 - 1979年）は、日本の児童文学者、キリスト教関係文筆家である。日本児童文学者協会会員で、現代少年文学同人であった。

## 来歴
栃木県に生まれる。幼時、小児マヒにかかり歩行不能となったため、肢体不自由施設の柏学園で小学教育を受ける。その後は、ほとんど独学で児童文学を勉強する。埼玉県深谷市に居住し、日本神の教会連盟に属する深谷神の教会にて活動した。

## 著書
詩集
- 『わたしの心のイエス』中央出版社、1975年

児童文学
- 『ピイ公物語』（絵・くらながのぶこ）教文館<小学生物語文庫>、1956年
- 『終りのない道』（絵・井上洋介）理論社<Junior Library>、1969年
- 『ボンボンものがたり　チビの一生』（絵・長新太）理論社<わたしのほん>、1969年
- 『終わりのない道』理論社、1969年
- 『オウムの学校』国土社<新選創作児童文学>、1971年
- 『鳥をよぶふえ』（絵・下島哲朗）理論社、1972年
- 『かまきりとうさん』（絵・古川タク）理論社、1972年
- 『ごっつあんぽんたん』文研出版<創作わたしの民話>、1972年
- 『2年生のたんけんものがたり』（絵・山野辺進）集英社<2年生の学級文庫>、1974年
- 『最後の一球』国土社、1977年
- 『きょうもおるすばん』（絵・田中秀幸）理論社<理論社のどうわ>、1978年

伝記
- 児童文学者協会（編）『ガンジー』（絵・渡辺三郎）あかね書房<小学生伝記文庫>、1952年
- 『リヴィングストン』創元社<信仰偉人伝双書>、1953年
- 『親鸞』（絵・日向房子）金子書房 <少年少女新伝記文庫>、1957年

キリスト教関係
- 『アッシジの聖フランシスコ』中央出版社<グロリア文庫>、1963年
- 『聖パウロ イエズス・キリストの使徒』中央出版社<グロリア文庫>、1963年
- 『聖アウグスチヌス　聖寵博士』中央出版社<グロリア文庫>、1964年
- 『イエズス・キリストの使徒　聖パウロ』中央出版社 1966年
- 『キリスト 愛と平和にいのちをささげた人』集英社<母と子の世界の伝記>、1973年
- 『来なかった世の終わり 島原の乱と天草四郎」（絵・池田仙三郎）さ・え・ら書房<日本史の目>、1973年
- 『十のいましめ』（絵・安野光雅）女子パウロ会、1974年
- 『少年少女の聖書』（絵・橋本恵子）中央出版社、1976年
- 『聖書の人物 旧約』中央出版社、1979年
- 『日本キリスト教児童文学全集 第10卷 終りのない道 永井明集』教文館、1983年